# 신비아파트 소울파이터즈
《신비아파트 소울파이터즈》는 신비아파트 시리즈의 파생작이다. 스테이지마다 귀신이 나오면 공격을 해서 싸우는 게임이다.

## 등장인물
- 신비
- 금비
- 케르베로스
- 구하리
- 구두리
- 최강림
- 구미호
- 흑진귀
- 헤론
- 마리오네트 퀸
- 지하국대적
- 혈안귀
- 도한
- 네비로스

## 같이 보기
- 신비아파트 시리즈